# Dick van der Linden
Dick van der Linden (Amsterdam, 1937) is een Nederlands beeldhouwer.

## Leven en werk
Van der Linden werd opgeleid aan het Instituut voor Kunstnijverheidsonderwijs in Amsterdam, waar hij les kreeg van Wessel Couzijn. Begin jaren 60 richtte hij met zijn vrienden Onno de Ruijter, Jan Goossen en Jacques Overhoff in San Francisco de bronsgieterij Foundry III op. Een aantal jaren later trok Van der Linden zich terug uit de gieterij en vestigde zich in Drenthe. Hij maakt stalen geometrische constructies. Van der Linden sloot zich aan bij de Nederlandse Kring van Beeldhouwers, waarmee hij ook exposeerde.

## Werken (selectie)
- Constructie 57, Commissieweg/Stapelerweg, Eemten
- Open zuil, Martin Luther Kingweg, Assen[6]
- Gespleten stapeling, Asserbos, Assen

## Galerij

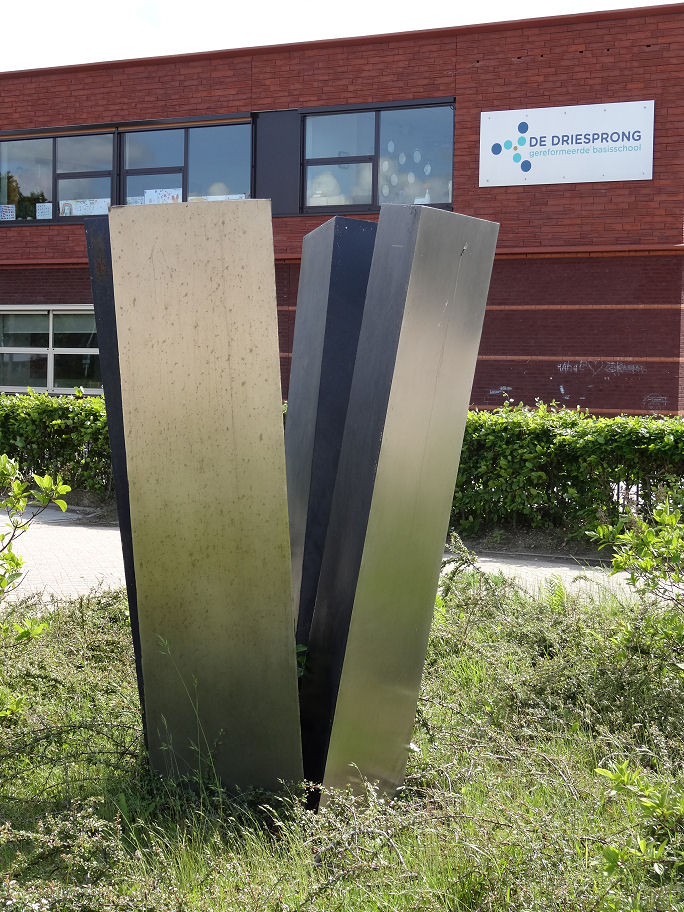
Open zuil
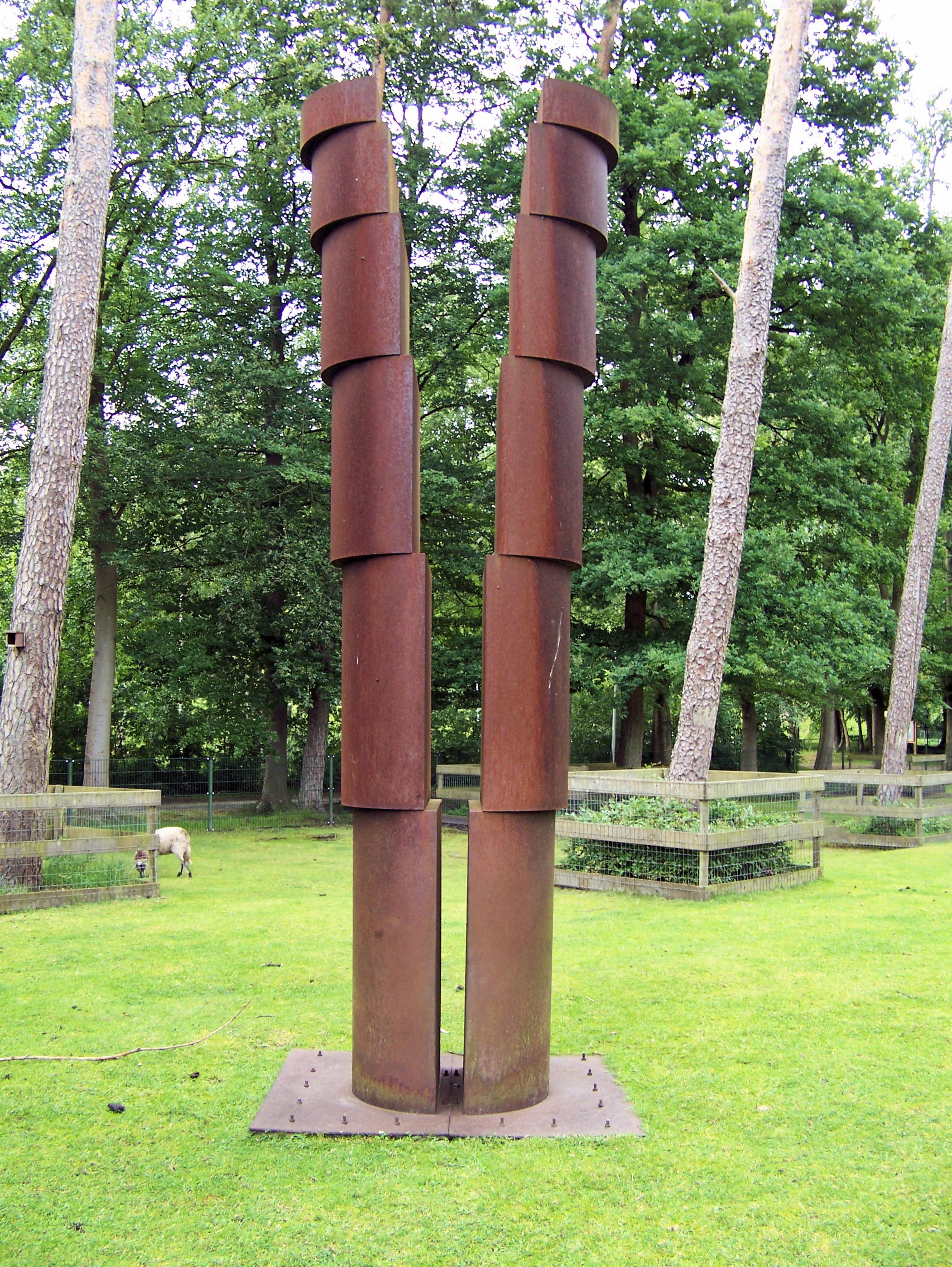
Gespleten stapeling

- RKD-Nederlands Instituut voor Kunstgeschiedenis: 50127